# ستانيسلاف لونين
ستانيسلاف لونين (بالقازاقية: Станислав Олегович Лунин)‏ هو لاعب كرة قدم كازاخستاني في مركز الهجوم، ولد في 2 مايو 1993 في أوسكمان في كازاخستان، وتوفي في 2 يونيو 2021. شارك مع منتخب كازاخستان تحت 19 سنة لكرة القدم ومنتخب كازاخستان تحت 21 سنة لكرة القدم ومنتخب كازاخستان لكرة القدم. أما مع النوادي، فقد لعب مع نادي شاختار قراغندي ونادي فوستوك ونادي كايرات.

## وصلات خارجية
- ستانيسلاف لونين على موقع الاتحاد الأوربي (الإنجليزية)
- ستانيسلاف لونين على موقع قاعدة بيانات كرة القدم.إي يو (الإنجليزية)
- ستانيسلاف لونين على موقع ناشيونال فوتبول تيمز (الإنجليزية)
- ستانيسلاف لونين على موقع Soccerway.com (الإنجليزية)
- ستانيسلاف لونين على موقع عالم كرة القدم.نت (الإنجليزية)
- ستانيسلاف لونين على موقع AS.com (الإسبانية)